# Gregor Ebner

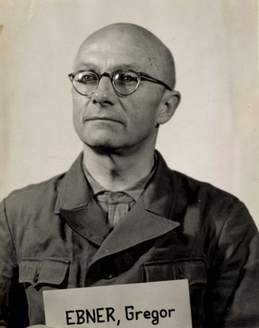
Gregor Ebner in alliierter Internierung

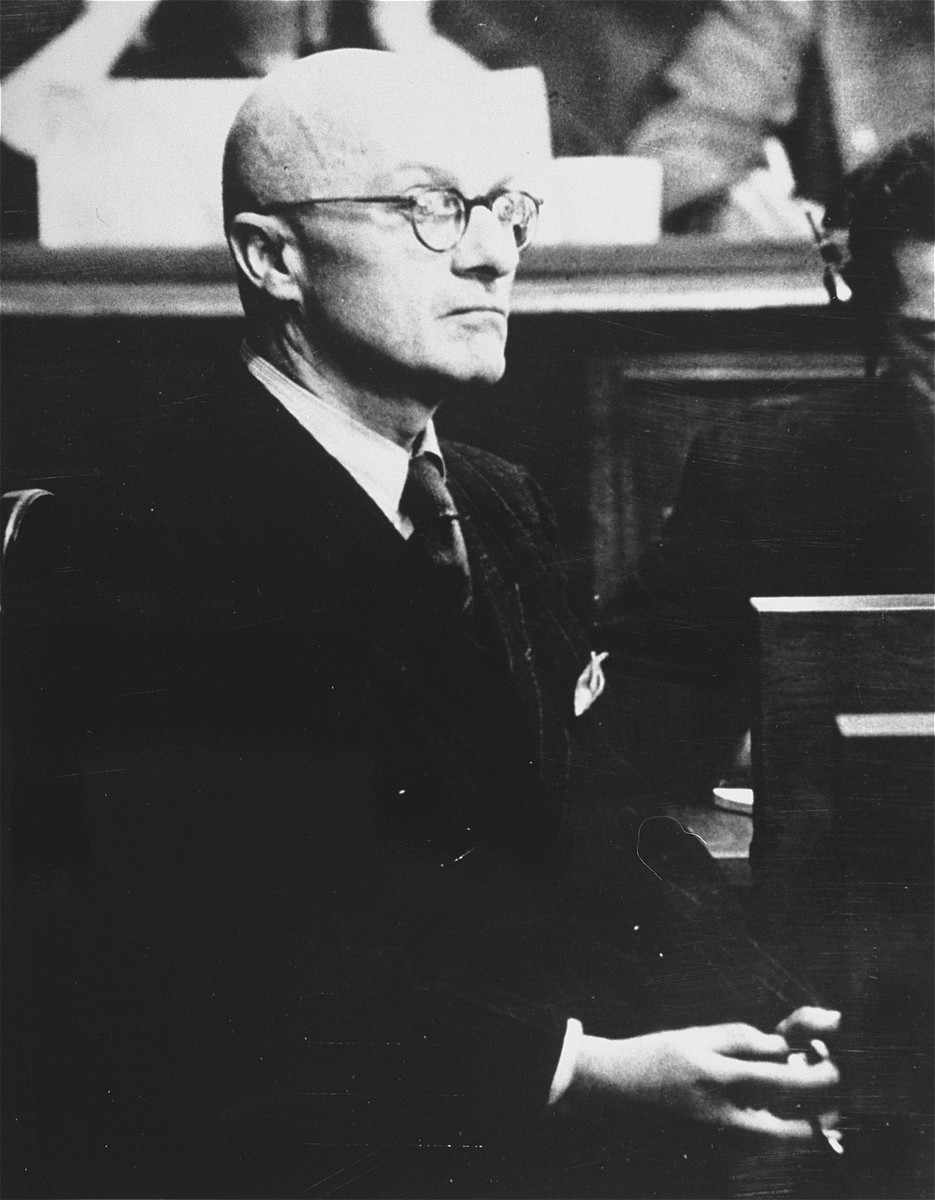
Gregor Ebner während der Nürnberger Prozesse

Gregor Ebner (* 24. Juni 1892 in Ichenhausen/Bayern; † 22. März 1974 in Wolfratshausen) war ein praktischer Arzt aus Kirchseeon bei München, der in der Zeit des Nationalsozialismus als ärztlicher Leiter aller Heime des Lebensborn e.V. fungierte.

## Leben
Ebner wurde als Sohn des Gregor Ebner, Cafetier in Ichenhausen, und dessen Ehefrau Marie geb. Maurer in Ichenhausen geboren. Ab 1912 studierte er Medizin an der Ludwig-Maximilians-Universität München. Seit 1912 gehörte er der schwarzen Studentenverbindung Apollo München (seit 1933 Münchener Burschenschaft Apollo in der DB) an. Von 1914 bis 1918 nahm er am Ersten Weltkrieg als Feldhilfsarzt teil. Anschließend war er einige Monate beim Freikorps Epp. Nach Abschluss seines Medizinstudiums und Promotion im Juni 1920 ließ er sich als praktischer Arzt in Kirchseeon nieder. Zum 1. November 1930 trat Ebner der NSDAP bei (Mitgliedsnummer 340.925) und wurde gleich Ortsgruppenleiter und stellvertretender Kreisleiter. 1931 trat er der Allgemeinen SS bei (SS-Nummer 13.966). Ebner kannte den Reichsführer SS Heinrich Himmler aus der gemeinsamen Studentenverbindung Apollo und war mehrere Jahre dessen Hausarzt.
Mitte 1937 gab Ebner seine Privatpraxis auf und trat dem Lebensborn e.V. hauptamtlich bei. Bis zum Kriegsende verblieb er in der Funktion eines ärztlichen Leiters sämtlicher vom Lebensborn betriebenen Heime. Zudem stand er als Vorsitzender dem Disziplinargerichtshof des NS-Ärztebundes ab 1938 vor. Seit 1939 nahm er den Rang eines SS-Oberführers ein.

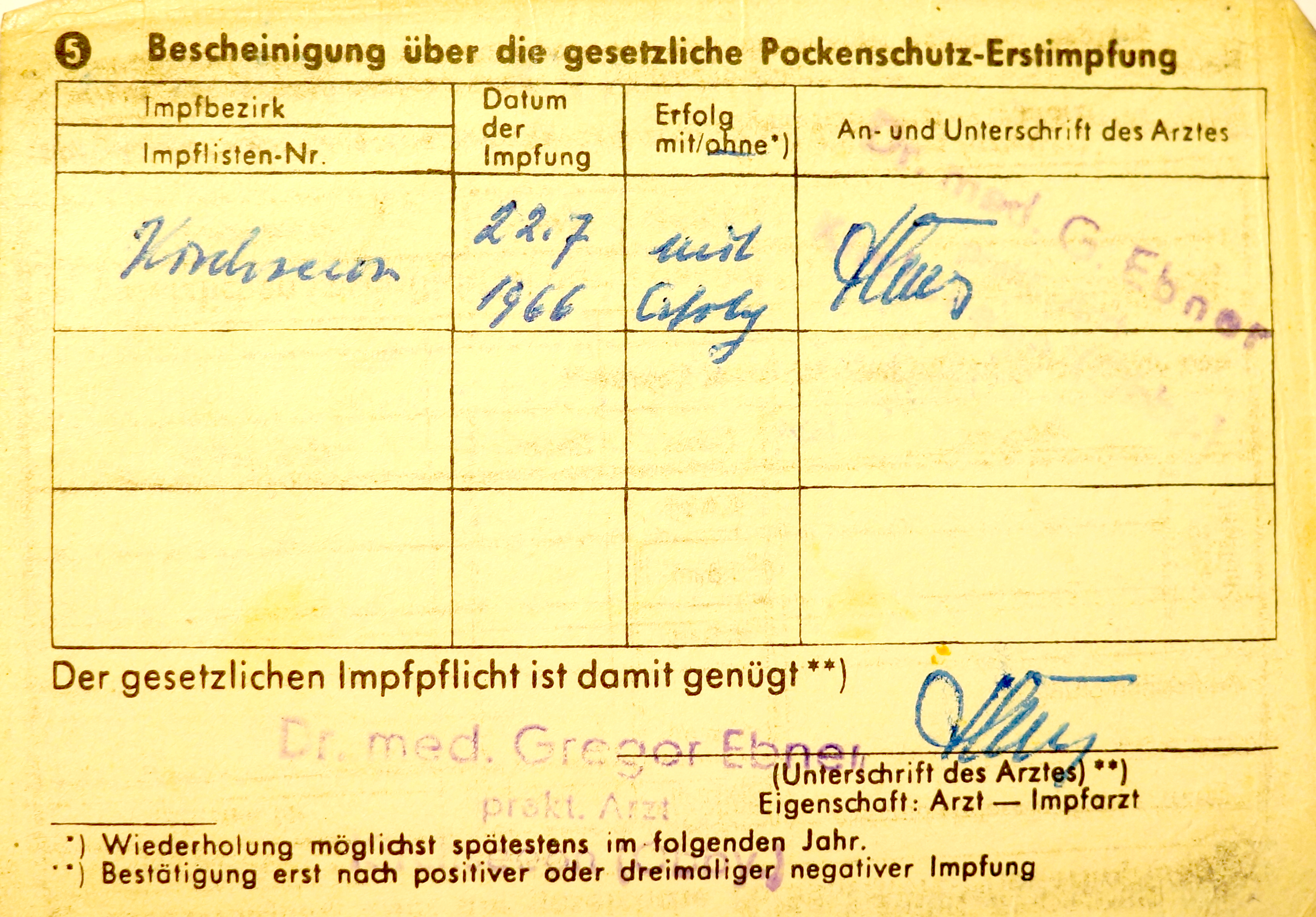
Pockenimpfung durch Dr. Ebner vom 22. Juli 1966 in Kirchseeon mit Stempel und Unterschrift

Am 10. März 1948 wurde Ebner in Nürnberg im Prozess Rasse- und Siedlungshauptamt der SS lediglich der Mitgliedschaft in der SS für schuldig befunden und dafür zu zwei Jahren und acht Monaten Haft verurteilt. Sein Verteidiger war Herbert Thiele-Fredersdorf. Die Strafe galt als verbüßt. Ebner war danach als Praktischer Arzt in Kirchseeon und Wolfratshausen tätig.